# Parque nacional de Campo-Ma’an
Parque Nacional de Campo-Ma’an (en francés: Parc national de Campo-Ma’an) es uno de los parques nacionales de Camerún. Se encuentra al suroeste del país, bordeando el Golfo de Guinea y cerca de los límites con Guinea Ecuatorial.
Ubicado en las proximidades de Campo, la reserva de 260 000 hectáreas fue establecida como parque nacional en 2000 para proteger su diversidad biológica de bosques costeros contra los daños causados por la deforestación.